# Gherardino Malaspina
Gherardino Malaspina (... – gennaio 1318) è stato un vescovo cattolico italiano.

## Biografia
Fu vescovo della Diocesi di Luni dal 1312. La sua ascendenza è controversa: alcuni ritengono sia figlio di Alberto marchese di Filattiera e di Fiesca Fieschi (figlia di Nicolò conte di Lavagna e sorella di Alagia moglie di Moroello Malaspina marchese di Giovagallo); altri lo ritengono figlio di Gabriello marchese di Verrucola.
Morto il vescovo Antonio Nuvolone da Camilla, protagonista di quella Pace di Castelnuovo della quale era stato indiscutibile artefice Dante Alighieri, i canonici della Cattedrale elessero Gheradino Malaspina, allora pievano della Pieve di San Piero in Campo presso Pescia. Un dissidente gruppo di loro, in disaccordo, si riunì a Ponzanello ed elesse un certo fra' Guglielmo: questo scisma era dovuto a cause politiche, essendo il primo guelfo e legato ai neri, il secondo ghibellino e dei bianchi. 
Entrambe le fazioni si appellarono al Cardinale Napoleone Orsini, che si astenne, ed in seguito a questo Gherardino si recò ad Avignone da Papa Clemente V, che annullò entrambe le elezioni. 
La sede vacante in un luogo strategico della costa tirrenica indussero il Re di Francia Filippo IV il Bello a spingere per far nominare un suo protetto, ma Clemente V, valutata l'onestà, il carattere, le potenti parentele e le amicizie del Malaspina, in grado di permettergli di rivendicare e magari recuperare ciò che col tempo era stato perso, ceduto o alienato, lo nominò vescovo. I calcoli, però, si rivelarono del tutto errati.
Sette mesi dopo, nel dicembre 1312, l'imperatore Arrigo VII, sceso in Italia, nominò Guido Novello capitano generale della diocesi di Luni e della relativa contea, esautorando in pratica Gherardino. Questi quindi si rifiutò di accompagnare con i propri armigeri il sovrano a Roma, reato da espiare sub poena privationis feudorum, privilegiorum, di aiutarlo nell'assedio di Firenze e poi di comparire davanti a lui per discolparsi delle sue disobbedienze, venendo per questo nel febbraio 1313 condannato per fellonia, privato della signoria temporale e messo al bando.
Nello stesso periodo Gherardino era fatto oggetto di pesante scherno nella celebre, sferzante Epistola IV ai Cardinali, con cui Dante Alighieri esortava i vescovi riuniti in conclave per la sovvenuta morte di Clemente V (lo stesso che aveva sancito la fine dei templari e spostato la sede papale ad Avignone) a risolvere l'assurda situazione in cui era precipitata la Chiesa di Roma.
Gherardino si rifugiò allora a Fucecchio, confidando in un mutamento della sorte: Arrigo VII morì pochi mesi dopo, ma Genova, Pisa, Lucca e i vari Malaspina della Lunigiana si avventarono sulle terre della Diocesi, spartendosene i residui diritti e possessi vescovili.

Senza possibilità di rifiutare, l'esule dovette cedere alle pressioni di Uguccione della Faggiola, signore di Lucca, e nel luglio 1314 nominò proprio visconte del comitato lunense il giovane condottiero Castruccio Castracani, che prese a gestirlo come cosa propria e ponendolo a base dei suoi futuri domini. 
Poiché il Castracani non forniva al Vescovo Gherardino neppure il minimo necessario per continuare a vivere a Fucecchio, sempre più disperato l'esule chiese aiuto e rifugio al convento fiorentino di San Iacopo d'Oltrarno, dove sarebbe rimasto fino alla morte, nel gennaio 1318.
Mossosi a compassione, Papa Giovanni XXII aveva chiesto ai vescovi di Fiesole e di Firenze di aiutarlo in qualche modo, ma invano poiché il Comune di Pisa, dal quale dipendeva Sarzana, non riconosceva più alcun diritto a Gherardino. 
Gli succedette il cugino Bernabò Malaspina.